# Getz/Gilberto
Getz/Gilberto ist ein 1964 veröffentlichtes Jazz-Album von Stan Getz und João Gilberto mit Antônio Carlos Jobim am Piano und Astrud Gilberto, die in zwei Stücken singt.

## Das Album
Einige Monate vor den Aufnahmen trat João Gilberto mit Antônio Carlos Jobim in der New Yorker Carnegie Hall auf. Getz war begeistert, und sie beschlossen eine Plattenproduktion zu machen.
Auf der Platte spielt Stan Getz, der schon 1962 auf dem Album Jazz Samba Bossa-Nova-Stücke interpretiert hatte, mit zwei Begründern dieses Stils, dem Sänger und Gitarristen João Gilberto sowie dem Pianisten Antônio Carlos Jobim, aus dessen Feder die meisten Kompositionen stammen. Es wurde eines der meistverkauften Alben aller Zeiten. Die Sängerin Astrud Gilberto, die bei den Stücken The Girl from Ipanema und Corcovado sang, erlangte dadurch Weltruhm. Das Album wurde am 18. und 19. März 1963 in New York City aufgenommen. Interessanterweise wurden die Aufnahmen von Produzent Creed Taylor erst ein Jahr später als Album veröffentlicht. Anekdoten zufolge gab es bei den Aufnahmen Differenzen über Rhythmus und Spielweise.
Das Cover wurde von Olga Albizu gestaltet; Toningenieur war Phil Ramone.
Von den Musikern sind Getz, J. Gilberto und Jobim auf dem Cover aufgelistet, A. Gilberto, Sebastião (Neto), Milton Banana sind im Text des LP-Covers erwähnt.

## Rezeption
Der Erfolg des Albums markiert einen Höhepunkt der Bossa-Nova-Welle in den USA; der Stil wurde gerade durch Getz/Gilberto auch in Europa und der übrigen Welt sehr populär. Die LP gewann 1965 sowohl den Grammy Award für das Beste Album des Jahres – es war das erste Jazzalbum, das den Grammy für das beste Album des Jahres erhielt. Zusätzlich erhielt es den Grammy für das Beste Jazz Instrumental Album sowie den Grammy für die Beste technische Aufnahme (Toningenieur: Phil Ramone). Die Single-Version von The Girl from Ipanema gewann zudem den Grammy für die Single des Jahres.
Die Musikzeitschrift Jazzwise nahm das Album in die 100 Jazz Albums That Shook the World auf; Keith Shadwick schrieb:

“This is perhaps the coolest, most definitively etched marriage of melody and latin rhythm ever achieved, and it was achieved by the towering genius of Tom Jobim’s tunes and spare piano accompaniment, Gilberto’s uniquely intimate voice and guitar, a rhythm section that breathes life and colour, all of it topped by the supreme melodist, Stan Getz. All that plus Joao’s wife Astrud as a last minute show stealer and you have a classic on your Hands.”

„Dies ist vielleicht die coolste, definitiv einprägsamste Verbindung von Melodie und Latin-Rhythmen überhaupt, und es wurde erreicht durch das überragende Genie von Tom Jobims Melodien und sparsamer Klavierbegleitung, Gilbertos einzigartig intimen Gesang und Gitarrenspiel, einer Rhythmusgruppe, die das Leben und die Farbe atmet, all das gekrönt durch den obersten Melodiker, Stan Getz. Das und Joao’s Ehefrau Astrud als Last Minute-Showdieb, und Sie haben einen Klassiker in Ihren Händen.“

In der Aufstellung der 500 besten Alben aller Zeiten des Rolling Stone erreichte Getz/Gilberto 2003 Platz 454 und 2012 Platz 447. Die deutschsprachige Ausgabe wählte das Album 2013 in der Auswahl der 100 besten Jazz-Alben auf Platz 22.
Pitchfork führt Getz/Gilberto auf Platz 103 der 200 besten Alben der 1960er Jahre. The Girl from Ipanema belegt Platz 63 der 200 besten Songs des Jahrzehnts.
2001 wurde das Album in die Latin Grammy Hall of Fame aufgenommen.
Getz/Gilberto gehört zu den 1001 Albums You Must Hear Before You Die.

## Titelliste
Die Aufnahmen fanden am 18. und 19. März 1963 statt.
Seite A:
1. The Girl from Ipanema (Jobim, Vinícius de Moraes, Norman Gimbel) – 5:24
2. Doralice (Dorival Caymmi, Antonio Almeida) – 2:46
3. Para Machucar Meu Coração (Ary Barroso) – 5:05
4. Desafinado (Jobim, Newton Mendonça) – 4:15

Seite B:
1. Corcovado  (Jobim, Gene Lees) – 4:16
2. Só Danço Samba (Jobim, Moraes) – 3:45
3. O Grande Amor (Jobim, Moraes) – 5:27
4. Vivo Sonhando (Jobim) – 3:04

Bonustracks (CD):
1. The Girl from Ipanema (Jobim, Moraes, Gimbel) – 2:54
2. Corcovado (Jobim, Lees) – 2:20

Bei den beiden Bonustracks handelt es sich um die Single-Versionen, die auf der LP nicht enthalten waren und erst auf der 1997 erschienenen CD als Bonusmaterial veröffentlicht wurden. Die CD führt Tommy Williams als Bassisten auf. Andere Quellen nennen Sebastião Neto (siehe Quellen); auf dem Cover der LP ist von Sebastião die Rede und Williams wird nicht erwähnt. Auf der CD wird außerdem Dori Caymmi, der Sohn von Dorival Caymmi, als Komponist von Doralice genannt. Richtig ist jedoch Dorival Caymmi.